# Билал ел Ханус
Билал ел Ханус (арап. بلال الخنوس; Стромбек-Бевер, 10. мај 2004) је марокански фудбалер који тренутно наступа за Генк. Игра на позицији везног играча.

## Успеси
Мароко до 23
- Афрички куп нација до 23 година  (1) :  2023.[5]

Појединачни
- Најбољи млади играч Прве лиге Белгије: 2022.[6]
- Најбољи играч из Магреба у Првој лиги Белгије: 2023.[7]
- Орден трона: 2022.[8]